# Ciągnik artyleryjski

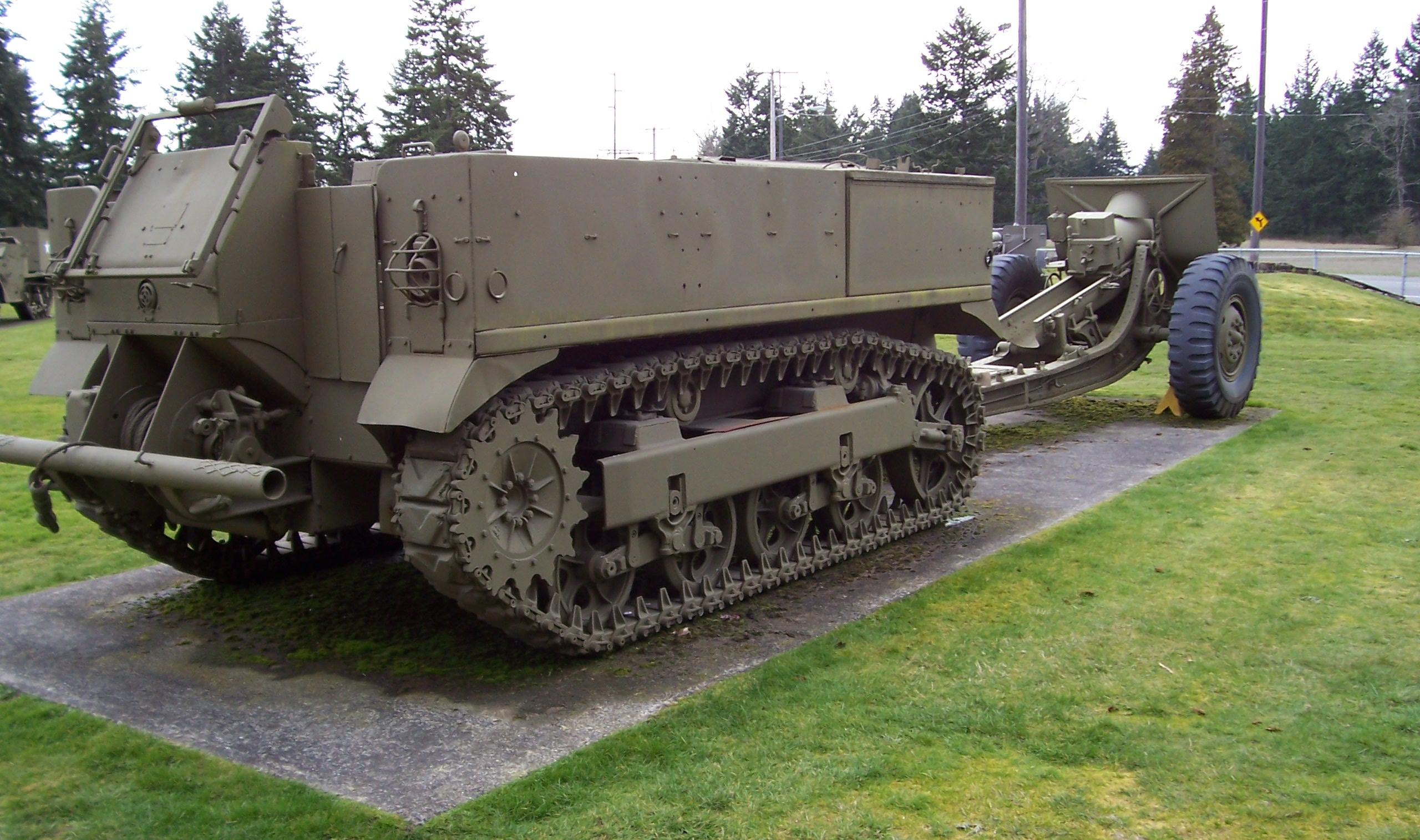
Ciągnik artyleryjski M5 High Speed Tractor z doczepioną haubicą mle 1917 Schneider

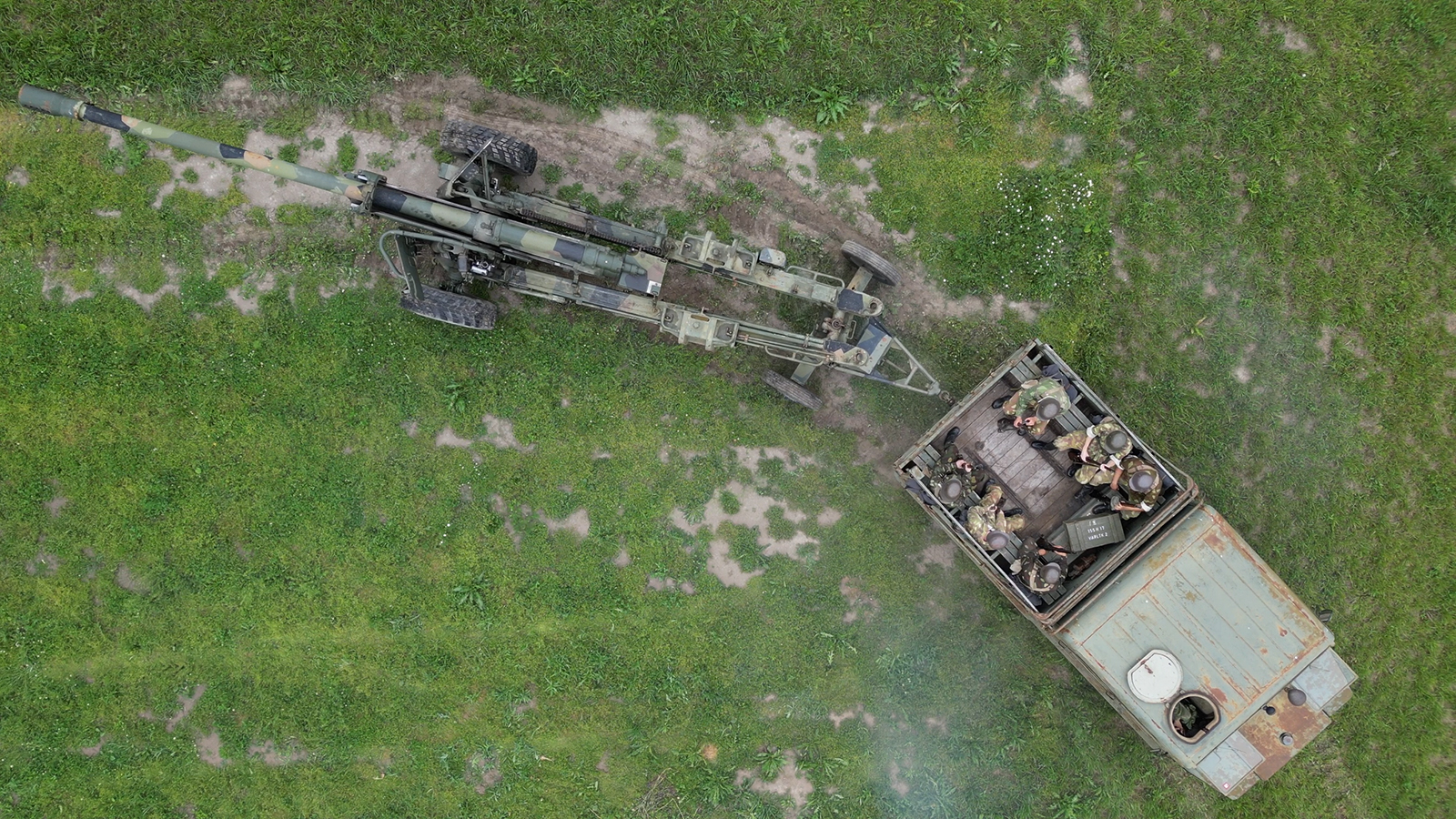
Ciągnik artyleryjski AT-S holujący armatę polową M-46

Ciągnik artyleryjski – rodzaj ciągnika przeznaczonego do transportu dział holowanych.
Ciągniki artyleryjskie mogą mieć podwozie kołowe (często budowane jako specjalne wersje samochodów ciężarowych) lub gąsienicowe (często budowane na takich samych podwoziach, jak czołgi). W przeszłości używano również ciągników półgąsienicowych. Oprócz holowania różnego rodzaju dział, ciągniki artyleryjskie służą także do przewozu amunicji i obsługi działa, ewentualnie do ciągnięcia przyczep z amunicją. Niektóre ciągniki artyleryjskie były opancerzone.

## Przykłady
Na podwoziu czołgu
- Dragon, Medium Mark IV – brytyjskie ciągniki na podwoziu czołgu Vickers E
- Komintern – sowieckie na podwoziu czołgu T-12
- Woroszyłowiec – sowieckie na podwoziu czołgu T-24
- 33 Prime Mover – na podwoziu amerykańskiego czołgu M3 Lee
- M34 Prime Mover, M35 Prime Mover – na podwoziu amerykańskiego czołgu M4 Sherman
- Gun Tractor Mk I – brytyjski, na podwoziu czołgu Mk I Crusader

Półgąsienicowe
- C4P – Polska, 1936
- Unic P107 – Francja, 1934
- SOMUA MCG – Francja
- Sd.Kfz. 7 – Niemcy, 1938
- Sd.Kfz.10 – Niemcy
- Halftrack – USA, 1940

Kołowe
- PZInż 302 – Polska
- Thornycroft – Wielka Brytania, I wś.
- Latil – Francja, I wś.
- Thornycroft Hathi – Wielka Brytania, 1924
- Krupp Protze – Niemcy, 1933
- Scammell Pioneer – Wielka Brytania, 1937
- Morris C8 – Wielka Brytania, 1938
- AEC Matador – Wielka Brytania, II wś.
- Laffly V15T – Francja
- White Scout Car – USA, 1941
- CMP FAT – Kanada, II wś.

Pozostałe
- C2P – Polska, 1934
- C7P – Polska, 1934
- Renault UE – Francja, 1932
- Universal Carrier – Brytyjski, 1936
- Loyd Carrier – Brytyjski, 1940
- M4 High Speed Tractor – USA, 1943
- Snow Trac – USA, 1957
- Mazur D-350 – Polska, 1960
- AT-L – Związek Radziecki
- ATS-59 – Związek Radziecki
- Hitachi Type 73 – Japonia, 1974